# Pan Yufei
Pan Yufei (chinesisch 潘愚非, Pinyin Pān Yúfēi, Jyutping Pun1 Jyu4fei1; * 23. Juni 2000 in Guangzhou) ist ein chinesischer Sportkletterer.

## Karriere
Pan fiel erstmals international auf, als er im Jahr 2017 den dritten Platz beim Lead-Weltcup in Xiamen gewann. In der Saison 2019 konnte er in Villars ebenfalls im Lead einen zweiten Platz beim Weltcup erzielen. Bei den olympischen Qualifikationswettkämpfen in Toulouse konnte er sich mit dem 6. Platz für die Olympischen Sommerspiele 2020 in Tokio qualifizieren. Dort erreichte er in der Qualifikation den 14. Platz und verpasste so die Qualifikation für das Finale.
Durch die olympische Qualifikationsserie qualifizierte er sich als Nachrücker für die Olympischen Sommerspiele 2024 in Paris. Dort belegte er den 12. Platz.
Er gehört der Chinese Mountaineering Association (CMA) an.